# Secret Honor
Secret Honor é um filme estadunidense de 1984 do gênero drama biográfico, dirigido e produzido por Robert Altman com roteiro de Donald Freed e Arnold M. Stone e estrelado por Philip Baker Hall como o presidente Richard Nixon.